# شهرستان حلایب
شهرستان حلایب یک منطقهٔ مسکونی در سودان است که در دریای سرخ (ایالت سودان) واقع شده‌است.